# Eugene Cernan
Eugene Andrew Cernan (Chicago, Illinois, 1934. március 14. – Houston, 2017. január 16.) szlovák származású amerikai űrhajós, haditengerészeti pilóta.

## Életpálya
A Purdue Egyetemen villamosmérnöki képesítést szerzett. 1956-tól haditengerészeti repülő. 1963. október 17-től részesült űrhajóskiképzésben. 1969-ben szerzett doktori címet. Összesen 23 napot, 14 órát és 15 percet töltött a világűrben.1976. július 1-vel kivált a haditengerészet és a NASA kötelékéből, egy texasi nagyvállalat alelnöke lett.

## Űrrepülések
- A Gemini–9A (1966. június 3. – 1966. június 6.) pilótája.
- A Gemini–12 (1966. november 11. – 1966. november 15.) tartalék pilótája.
- Az Apollo–7 (1968. október 11. – 1968. október 22.) tartalék holdkomppilóta.
- Az Apollo–10 űrhajón (1969. május 18. – 1969. május 26.) a holdkomp pilótája.
- Az Apollo–14 (1971. január 31. – 1971. február 9.) a tartalék személyzet parancsnoka.
- Az Apollo–17 holdexpedícióban (1972. december 7. – 1972. december 19.) a vállalkozás parancsnoka.

## Gemini-9
A Gemini–9A az amerikai Gemini-program hetedik emberes küldetéseként 1966. június 3. – 1966. június 6. között tevékenykedett a világűrben. A tartalék személyzet tagja volt, de mivel a repülésre eredetileg kijelölt Elliot See és Charles Bassett repülőkatasztrófában életét vesztette, ezért ő és Thomas Stafford indulhatott a küldetésre. A dokkolási feladatokat kellett volna végrehajtani egy Agena fokozattal, azonban az űrrandevú elmaradt mert a dokkolószerkezet védő burkolata nem vált le. 2 óra 2 percet  – több mint egy teljes keringést – töltött szabadon a világűrben, az űrkabinon kívül. Az űrséta alatt 7 méter hosszú kábel révén tartotta fenn a fizikai összeköttetést az űrhajóval. Az űrséta folyamán fényképfelvételeket készített. Az űrsétát az űrsisak bepárásodása és Cernan kimerültsége miatt idő előtt befejezték.